# サミュエル・ムバングラ
サミュエル・ムバングラ（Samuel Mbangula、2004年1月16日 - ）は、ベルギーのサッカー選手。ブンデスリーガ・ヴェルダー・ブレーメン所属。ポジションはMF・FW。

## クラブ経歴
クラブ・ブルッヘとRSCアンデルレヒトの育成組織を経て、2020年にユヴェントスFCのユースチームへ移籍した。ユースカテゴリを昇格していき、2023-24シーズンにはBチームであるユヴェントス Next Genで公式戦19試合に出場した。
2024年8月19日、セリエA開幕節のコモ戦でスターティングメンバーに抜擢されトップチームデビューを果たすと、前半23分には初ゴールも記録した。これはユヴェントスのベルギー人選手でリーグにおける初の得点であり、セリエAのベルギー人選手の最年少記録となった。
2025年7月23日、ヴェルダー・ブレーメンへの移籍が決定。移籍金は1000万ユーロで200万ユーロのボーナスが付随している。